# Godzina Święta
Godzina Święta – nabożeństwo odprawiane w Kościele katolickim, ku czci Najświętszego Serca Pana Jezusa. Jedna z praktyk wynagradzających Jezusowi Chrystusowi. Polega ona na czuwaniu nocnym z czwartku na piątek, szczególnie z czwartku na pierwszy piątek miesiąca, a także w Wielki Czwartek. Podczas tego nabożeństwa rozważa się konanie Jezusa Chrystusa, modlitwę w ogrodzie Oliwnym oraz Jego mękę i śmierć.

## Początki nabożeństwa
Początków Godziny Świętej upatruje się w nocnych czuwaniach pustelników w pierwszych wiekach chrześcijaństwa. Nawiązywały one do słów wypowiedzianych przez Jezusa Chrystusa do Piotra w ogrodzie Oliwnym:

Tak, jednej godziny nie mogliście czuwać ze Mną? Czuwajcie i módlcie się, abyście nie ulegli pokusie; duch wprawdzie ochoczy, ale ciało słabe.

## Godzina Święta w objawieniachśw. Małgorzaty Marii Alacoque
Rozwój nabożeństwa nastąpił za sprawą objawień jakie otrzymała Małgorzata Alacoque. W 1674 r., podczas trzeciego z czterech tzw. wielkich objawień, Jezus Chrystus przekazał jej następujące słowa:

Żebyś zaś mogła Mi towarzyszyć w tej pokornej modlitwie, jaką Ja wówczas zanosiłem do Ojca, wstaniesz pomiędzy jedenastą a dwunastą godziną w nocy, upadniesz na twarz i spędzisz ze mną jedną godzinę; będziesz wzywała Bożego Miłosierdzia dla uproszenia przebaczenia grzesznikom i będziesz starała się osłodzić Mi choć trochę gorycz, jakiej doznawałem z powodu opuszczenia mnie przez uczniów...

## Kult Najświętszego Serca Pana Jezusa
Stolica Apostolska dopiero po dokładnym przeanalizowaniu historii i znaczenia obrządku wyraziła zgodę na jego obchodzenie i eksponowanie wizerunków Jezusowego Serca, z których część jest obecnie powszechna. W 1765 roku papież Klemens XIII zatwierdził nabożeństwo do Serca Pana Jezusa i pozwolił niektórym diecezjom oraz zakonom na jego świętowanie. W tym samym roku biskupi polscy wysłali do Klemensa XIII memoriał, który dotyczył historii kultu oraz podkreślał pozytywne strony tego nabożeństwa.
W 1856 r. Pius IX pozwolił na obchodzenie Uroczystości Najświętszego Serca Pana Jezusa w całym Kościele katolickim.
31 grudnia 1899 r. Leon XIII oddał Sercu Jezusowemu pod opiekę Kościół i ludzkość.
Godzina Święta i inne praktyki wynagradzające Jezusowi Chrystusowi przekazane Małgorzacie Alacoque w trzecim objawieniu zostały uznane przez papieża Piusa XI w encyklice Miserentissimus Redemptor.

## Praktykowanie Godziny Świętej
Praktykowanie Godziny Świętej odbywać się może zarówno w kościele poprzez adorację Najświętszego Sakramentu, jak i w innym miejscu (np. domu), wspólnie lub prywatnie. Godzina Święta przede wszystkim odbywa się w nocy z czwartku na pierwszy piątek miesiąca. Wówczas nabożeństwo ma miejsce w wielu kościołach w godzinach wieczornych, a w niektórych świątyniach od 23:00 do 24:00. Zachęca się wiernych do praktykowania Godziny Świętej także w pozostałe czwartki. W ten sposób Godzinę Świętą odprawiał papież św. Jan Paweł II.